# Selaginella cataphracta
Selaginella cataphracta är en mosslummerväxtart som först beskrevs av Carl Ludwig von Willdenow, och fick sitt nu gällande namn av Antoine Frédéric Spring. Selaginella cataphracta ingår i släktet mosslumrar, och familjen mosslummerväxter. Inga underarter finns listade i Catalogue of Life.